# 美國印第安學院
美國印第安學院（American Indian College）是位於美國亞利桑那州鳳凰城的一所私立基督教學院，成立於1957年。其建立之初的目的是向美國原住民傳播基督教，現在為各個原住民部落提供教育的同時，也接受外來學生。2015年《美國新聞與世界報道》未將其列入排名中。

## 外部連結
- Official website （页面存档备份，存于）